# Burzaco
Burzaco è una città argentina del partido di Almirante Brown, nella provincia di Buenos Aires. È situata nel sud della Gran Buenos Aires e dista 27 km da Buenos Aires, alla quale è collegata dalla linea Ferrocarril General Roca.

## Storia
In seguito alla rifondazione di Buenos Aires ad opera di Juan de Garay, ai soldati vennero distribuite delle terre nelle zone circostanti, tra le quali quelle che comprendono l'attuale Burzaco. Il primo possedimento terriero nella località è attestato al 1639, quando Agustín Pérez e Juana de Loyola acquistarono degli appezzamenti, stabilendovi una fattoria. 
Altri colonizzatori arrivarono all'inizio del diciannovesimo secolo, con l'afflusso di scozzesi e tedeschi, ma per una crescita effettiva della località bisognerà attendere l'arrivo della ferrovia, datato 1865, che ampliò l'area di influenza della futura Burzaco.

## Monumenti e luoghi d'interesse

### Monumento alla bandiera
Il 25 marzo 1938 nella piazza Manuel Belgrano fu posta la prima pietra che avrebbe dato origine al Monumento alla Bandiera, inaugurato ufficialmente il 25 luglio 1943 e diventando il primo monumento dedicato alla bandiera della nazione, anticipando anche quello di Rosario. Il monumento è costruito su una base rettangolare di 5 metri, raggiungendo un'altezza complessiva di 25 metri, ed è interamente rivestito in marmo travertino. Al suo interno ospita un tempietto con un seminterrato nelle stesse dimensioni, e a coronarlo sono presenti due condor realizzati in bronzo, con un'apertura alare vicina ai due metri. Dal 31 maggio 2006 ha ufficialmente lo status di monumento storico.

### Monumento ad Almirante Brown
Inaugurato il 12 dicembre 1992, immortala la riconoscenza duratura verso Almirante Brown, ammiraglio irlandese naturalizzato argentino protagonista della guerra d'indipendenza, e fu realizzato da Patricia Simek de Liñan. Fu dichiarato inizialmente monumento di interesse municipale, e a partire dal 1992 di interesse provinciale.

### Altro
- Biblioteca Mariano Moreno: fondata nel 1916, è la prima biblioteca pubblica del partido. Conta circa 20.000 volumi, tra cui testi scolastici, universitari, tecnici e una vasta selezione di opere di cultura generale.
- Museo Claudio León Sempere: fondato il 18 agosto 1985 grazie ai contributi di artisti della plastica di tutta la nazione. Si tratta del primo museo a cielo aperto della nazione.
- Centro de Arte y Cultura: inaugurato nel 1959 come Cinema San Martín, è stato riadibito nel 2009 al centro culturale, tuttora operante.

## Società

### Evoluzione demografica
Burzaco è la città più popolosa del suo partido e la sessantaquattresima a livello nazionale.Abitanti censiti

La città ha una popolazione di 104 abitanti che rappresenta un leggero aumento del 4% rispetto ai 100 abitanti del censimento precedente( Indec, 2001).

## Infrastrutture e trasporti

### Ferrovie
Burzaco è servita da una propria stazione ferroviaria posta lungo la linea suburbana Roca che unisce le località del sud dell'area metropolitana bonaerense con Buenos Aires.

## Sport
La cittadina dispone di diverse società sportive: la più importante è il club calcistico Club Social y Deportivo San Martín. Nell'ambito del rugby sono invece attivi Pucará e San Albano, entrambi membri dell'Unión de Rugby de Buenos Aires.
A livello polisportivo sono presenti il Club Independiente de Burzaco e il Club Social, mentre nel calcio giovanile figurano Club Social y Deportivo Pueyrredón, Club Social y Deportivo Juan Bautista Alberdi e Club Social y Deportivo Arzeno, tutti affiliati alla ADIAB (Asociación Deportiva de fútbol Infantil de Almirante Brown).